# Jozef Špyrka
Jozef Špyrka (sinh 31 tháng 5 năm 1999) là một tiền vệ bóng đá Slovakia hiện tại thi đấu cho câu lạc bộ Fortuna Liga 1. FC Tatran Prešov.

## Sự nghiệp câu lạc bộ

### 1. FC Tatran Prešov
Grešák ra mắt tại Fortuna Liga cho 1. FC Tatran Prešov trước FO ŽP Šport Podbrezová ngày 10 tháng 12 năm 2016.